# Parque Nacional das Montanhas Tek Tek
O Parque Nacional das Montanhas Tek Tek (em turco:  Tek Tek Dağları Milli Parkı), fundado no dia 29 de maio de 2007, é um parque nacional no sudeste da Turquia. Ele está localizado em Şanlıurfa.
O parque nacional cobre uma área de 19,335 ha (47,780 acres).